# Corps & Culture
Corps et culture est une revue éteinte depuis 2004. Elle est accessible en texte intégral sur OpenEdition Journals, et est propulsée par le CMS libre Lodel.
Les membres du comité de rédaction de cette revue sont actuellement intégrés dans différents laboratoires de recherche français : le laboratoire "SanESih" de Montpellier www.santesih.com, le laboratoire "Actes" de l'Université Antilles-Guyane, et le laboratoire "Relacs" de l'Université d'Artois.

## Liste des numéros thématiques
- n°1 - Le développement du sport. Enjeux institutionnels et enjeux de connaissance
- n°2 - Plaisirs du corps, plaisirs du sport
- n°3 - Sport et lien social
- n°4 - Corps, Sport et rites
- n°5 - Corps et éducation
- n°6/7 - Corps, sport et métissages